# Cam Hiệp Nam
Cam Hiệp Nam là một xã thuộc huyện Cam Lâm, tỉnh Khánh Hòa, Việt Nam.
Xã Cam Hiệp Nam có diện tích 19,23 km², dân số năm 1999 là 5394 người, mật độ dân số đạt 280 người/km².